# Patrycja Mazurczak
Patrycja Mazurczak (ur. 13 grudnia 1988) – polska koszykarka występująca na pozycjach niskiej lub silnej skrzydłowej.

## Osiągnięcia
Drużynowe
- Akademicka wicemistrzyni Europy (2008, 2011)[1][2]
- Mistrzyni Polski szkół wyższych (2008)[3]

Indywidualne
- Najlepiej zbierająca mistrzostw Polski juniorek starszych (2008)

Reprezentacja
- Uczestniczka uniwersjady (2009 – 5. miejsce, 2011 – 15. miejsce)[4]